# Astilbe
Genre
Classification phylogénétique
Le genre Astilbe regroupe des plantes vivaces à feuillage caduc appartenant à la famille des Saxifragacées
Dans la partie basse des États-Unis, les espèces préfèrent l’ombre ou la mi-ombre. Au Québec, elles ont plus de succès avec la mi-ombre ou au soleil, pour autant qu'elles soient bien arrosées. 
La floraison a lieu en été, les couleurs peuvent varier entre le rouge et le blanc en passant par le violet ; les astilbes émettent un parfum.
En Asie, les feuilles séchées servent parfois de succédané du thé et on mange même les jeunes tiges cuites.

## Conservation
Une collection nationale de 121 cultivars agrée par le CCVS peut être visitée à l'Arboretum des prés des Culands à La Nivelle (45130 Meung-sur-Loire)
.

## Liste des espèces, sous-espèces et variétés
Selon NCBI (24 nov. 2018) :
- Astilbe biternata
- Astilbe chinensis
  - variété Astilbe chinensis var. davidii
- Astilbe formosa
- Astilbe grandis
- Astilbe hybrid cultivar
- Astilbe japonica
  - sous-espèce Astilbe japonica subsp. glaberrima
- Astilbe japonica × Astilbe chinensis
- Astilbe koreana
- Astilbe longicarpa
- Astilbe macroflora
- Astilbe microphylla
- Astilbe myriantha
- Astilbe odontophylla
- Astilbe okuyamae
- Astilbe philippinensis
- Astilbe platyphylla
- Astilbe rivularis
  - variété Astilbe rivularis var. angustifoliolata
  - variété Astilbe rivularis var. myriantha
- Astilbe rubra
- Astilbe simplicifolia
- Astilbe taquetii
- Astilbe thunbergii
  - variété Astilbe thunbergii var. fujisanensis
- Astilbe × arendsii
- Astilbe × crispa
- Astilbe sp. Yoshikawa s.n.

Selon ITIS (24 nov. 2018) :
- Astilbe biternata (Vent.) Britton ex Kearney
- Astilbe japonica (C. Morren & Decne.) A. Gray